# Coosa County
Coosa County is een county in de Amerikaanse staat Alabama.
De county heeft een landoppervlakte van 1.690 km² en telt 12.202 inwoners (volkstelling 2000). De hoofdplaats is Rockford.

## Bevolkingsontwikkeling

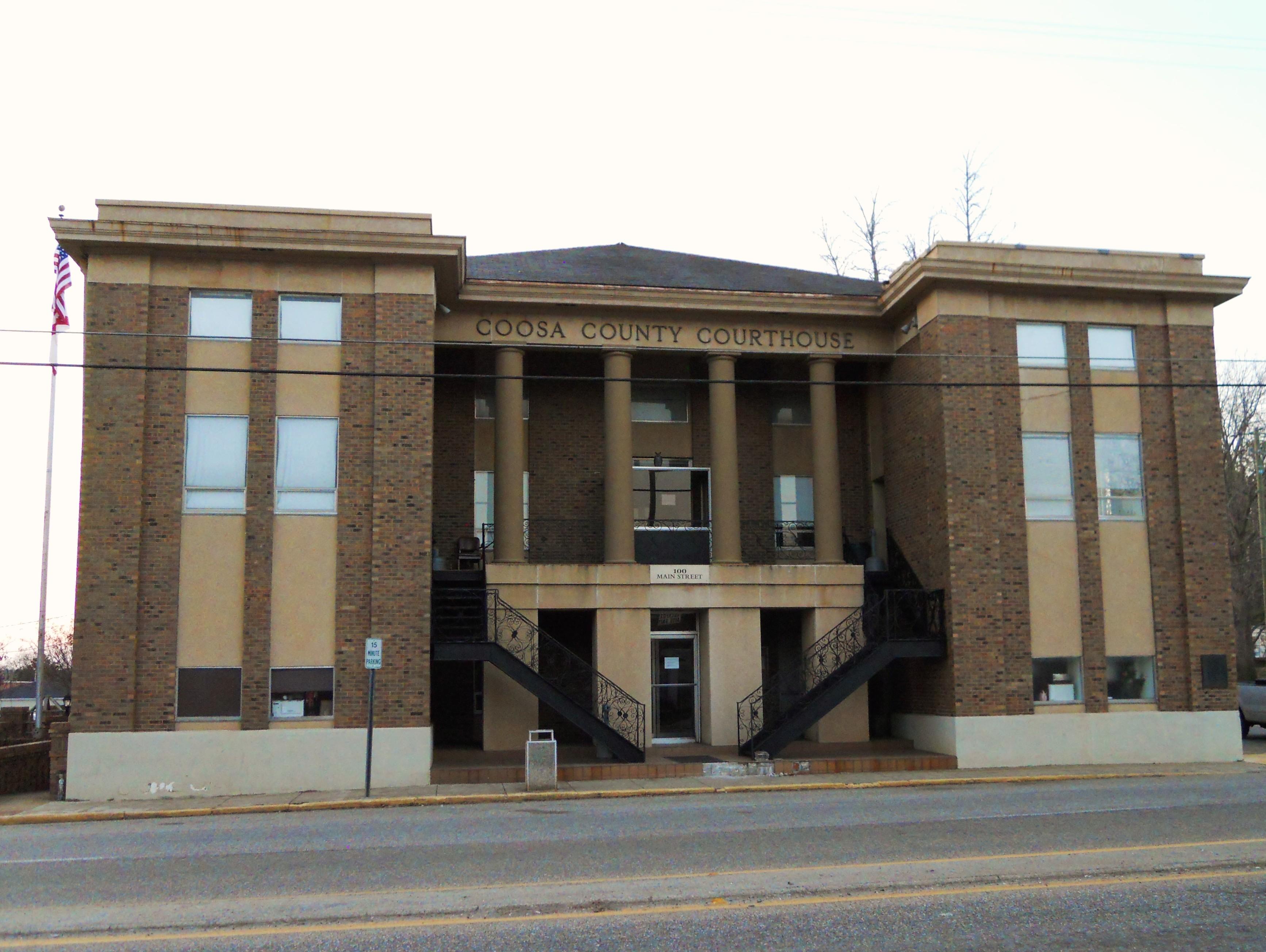
Coosa County Courthouse